# Oracle Coherence
Oracle Coherence（以下、Coherence）はJavaベースのデータ・グリッド製品で、データ・キャッシング、データ・レプリケーション、分散コンピューティング・サービスを提供する。同製品は従来のデータベース中心のアプリケーションにまつわる問題を、信頼性、スケーラビリティ、性能を向上して解決することを目指している。Coherence はバッキング・マップを使って、データベースその他のストレージへの永続化を可能にしている。同製品はJavaで実装されているが、Coherence*Extendコンポーネントを通じて.NET FrameworkとC++との接続も提供している。
Coherence利用パターンのいくつかはオープン・ソースとなっており、Oracle Coherence　incubatorに掲載され、サポートされている。これらのパターンではCoherenceでWANをまたがったメッセージング、ワーク分散、データ・レプリケーションなどを実装している。
Coherence製品は元々タンゴソルが開発したが、同社は2007年4月にオラクルに買収された。この時、Coherence には直販の顧客が約120社あり、またオラクルの競合を含む企業からリリースされたいくつかの製品にも組み込まれていた。

## Coherence クラスタの監視
Coherence 運用中のクラスタの監視はJConsoleを利用してJMX経由で獲得できる指標を見ることでも行えるが、Coherence 監視専用の製品もオラクルならびにサード・パーティからリリースされている：
- Oracle Enterprise Manager with Oracle Management Pack for Oracle Coherence
- RTView for Oracle Coherence
- Evident ClearStone Live